# Sárközy István (alispán)
Nádasdi Sárközy István (Kisasszond, 1759. április 22. – Nagybajom, 1845. augusztus 29.) Somogy vármegye alispánja, földbirtokos, jogász, író, műfordító, konziliárius.

## Élete

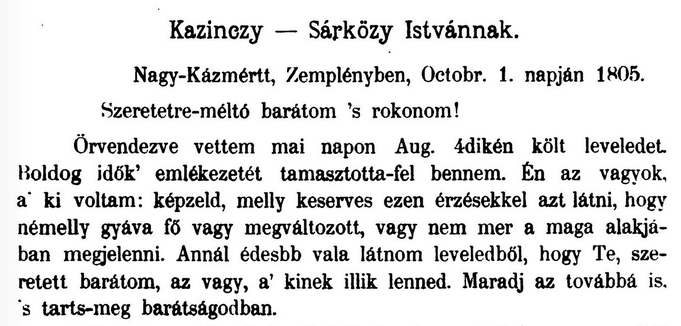
Részlet Kazinczy Ferenc megbecsülést tükröző leveléből (in: Váczy János: K. F. levelezése. Bp, 1892. 3. kötet. 443. old.)

Sárközy Antal birtokos és Szánthó Ágnes fia. Iskoláit Abán (1765), Pozsonyban (1769), Sopronban (1771) és Debrecenben (1775) végezte, majd patvarista lett, mígnem 1781. február 15-én a 33. gyalogezredbe lépett hadapródnak. Csakhamar elérte a hadapród-őrmesterséget. A katonaságtól hamarosan megvált és Széchényi Ferenc gróf pécsi kerületi biztos 1785. november 23-án Somogyban aljegyzővé tette; volt megyei ellenőr (1786. december 2.), élelmezési biztos (1788. Nagykanizsán, a török háború alatt), főadószedő (1788. október 2-től hat évig, majd 1807. november 1-től 1815-ig újból), közben táblabíró (1790. február 25-től, ugyanebben az évben a szent koronát kisérő vármegyei banderiumnak is tagja volt), majd főszolgabíró (1794. augusztus 15-től 1801. január 17-ig). Többször jelölték az alispánságra is, de azt csak 1824-ben nyerhette el és 1836. november 24-ig volt Somogy vármegye másodalispánja. Érdemei elismeréseül 1837. április 6-án a «consiliarius» címet kapta (saját följegyzése szerint: «ingyen!»). 
1787. augusztus 17-én Egyházasrádócon megnősült. 1793-tól haláláig a belső-somogyi református egyházmegye gondnoka volt. Már az 1791. évi budai zsinaton felvetette egy Somogyban felállítandó református gimnázium eszméjét és erre a célra Nagybajomban ingyen telket ajánlott fel, de ezen szándékát Festetich György gróf ajánlata felülmúlta, aki kijelentette, hogy hajlandó a reformátusoknak Csurgón saját költségén egy gimnáziumot felállítani. Korának minden nevesebb férfiával összeköttetésben állott; barátságban élt rokonával Pálóczi Horváth Ádámmal, a költővel, aki 1797-től 1812-ig szintén Nagybajomban lakott; a Niklán lakó Berzsenyi Dániellel szintén jó viszonyban volt. 
Magához vette Csokonai Vitéz Mihályt és nemcsak a legszívesebben látta családja körében (1798 június végétől 1799 május végeig volt Nagybajomban), hanem még a csurgói gimnáziumban preceptori álláshoz is juttatta, sőt, Somogyból távoztával is fenntartotta vele a jó viszonyt. Azonban leginkább Kazinczy Ferenc tüntette ki barátságával, akinek a Dunántúl legbuzgóbb híve volt.
Blumauerből és Schubertből fordítgatott. (Kazinczy F. Levelezése II. 415., IV. 111., 112., VIII. 489. l.).

## Munkája
- T. N. Somogy vármegyében levő minden helységeknek magok körül mintegy egy vagy két mértföldre fekvő szomszéd helységektől való távolságát előadó könyvecske, mellyet... néhai Nagy József úrnak... mappájából, az útaknak tekervényeihez képezve, czirkalomra vévén a t. nemes vármegye tetszésére közhaszonra készített. Buda, 1811.

### Kéziratban
a Magyar Nemzeti Múzeumban
- Doctor Gall József koponya tudományából kiszedegetett nevezetességek, melyeket maga kedvéért, de mások mulatságára is össze írt és némely jegyzésekkel s észrevételekkel megbővítve kiadott. (Censurai példány, 8rét 40 levél, melyet 80 éves korában írt);

a debreceni református főiskola könyvtárában
- Az angliai hitvallás.

Leveleit, melyeket Kazinczy Ferenchez írt, kiadta a Magyar Tudományos Akadémia: Kazinczy Levelezése III., IV., VI., IX., XI.-XIV. összesen 20 levél. Latin beszédjét közölte Héjas Pál (Csurgói ref. főgymnasium 1895. Értesítőjében).